# 莫切拉季
49°44′17″N 23°1′6″E / 49.73806°N 23.01833°E
莫切拉季（烏克蘭語：Мочеради），是烏克蘭西部的村莊，隸屬利維夫州的亞沃里夫區。該村始建於1940年，面積0.62平方公里，海拔高度253米，2001年人口115。